# Peperomia falcata
Peperomia falcata är en pepparväxtart som beskrevs av Truman George Yuncker. Peperomia falcata ingår i släktet peperomior, och familjen pepparväxter. Inga underarter finns listade i Catalogue of Life.